# Nemërçka
Die Nemërçka (albanisch auch Nemërçkë; griechisch Δούσκο Doúsko, Νεμέρτσικα Nemértsika oder Αεροπός Aeropós) ist ein langer Bergstock in Südalbanien und – zu kleinen Teilen – in Nordgriechenland südlich von Përmet. Der höchste Punkt ist die Maja e Papingut mit 2485 m ü. A., die früher auch Maja e Dritës (Lichtspitze) genannt wurde. Damit ist die Nemërçka die höchste Erhebung des albanischen Epirus, nur der Grammos im Pindosgebirge auf der griechisch-albanischen Grenze ist in Südalbanien noch höher. Der höchste Punkt der Nemërçka auf griechischem Boden liegt auf 2198 m; an dieser Stelle erreicht die die Westflanke hochziehende Grenze den Grat und folgt diesem nach Süden und im weiteren Verlauf immer mehr nach Osten. Nach Norden bildet der Grat die Grenze zwischen der Region Gjirokastra im Westen und der Gemeinde Përmet im Osten.
Der Berg ist Teil des Trëbëshinj-Dhëmbel-Nëmerçka-Gebirgszugs, einer mächtigen Antiklinale aus Kalk mit einem Flyschmantel. Die Nemërçka bildet den südlichsten Teil dieses Gebirges, an den 2050 Meter hohen Dhëmbel anschließend und von diesem durch den rund 600 Meter tiefen Einschnitt des Dhëmbel-Passes getrennt. Der Berg zieht sich über etwa 22 Kilometer als grader Kamm von Südost nach Nordwest. Auf der Ostseite ist der Gebirgszug vom Tal der Vjosa begrenzt, im Westen durch die parallel zum Berg verlaufende Synklinale von Zagoria und Pogon, die im Westen durch die Antiklinale des Shëndëll-Lunxhëria-Buretoja-Gebirgszugs mit dem Lunxhëria-Berg als Kulminationspunkt abgeschlossen wird.
Der Berg fällt auf beiden Seiten sehr steil ab. Eindrücklich ist insbesondere die von steilen Felswänden geprägte Ostwand, die zur über 2000 Meter tiefer liegenden Vjosa abfallen. Auf der Westseite ist der Grat flacher, dafür ist die Flanke zwischen Höhen von 1100 bis 1800 Metern sehr steil.

„Wer die Maj’ e Papingut […] von W her besteigt, ist völlig überrascht von den ungeheuren Wänden, mit denen das Gebirge hier nach O abbricht. Mit einer Höhe von 300–400 m zieht eine 9 km lange Wand gradlinig von Kote 2450 m meiner Karte bis zur Maj’ e Tumbës (2220 m). Erst mehrere hundert Meter unter dem Wandfirst springen aus der Wand Nebengrate heraus und ziehen zum Vijosëtal hinab. Zwischen ihnen stürzt die Hauptwand weiterhin ab …“

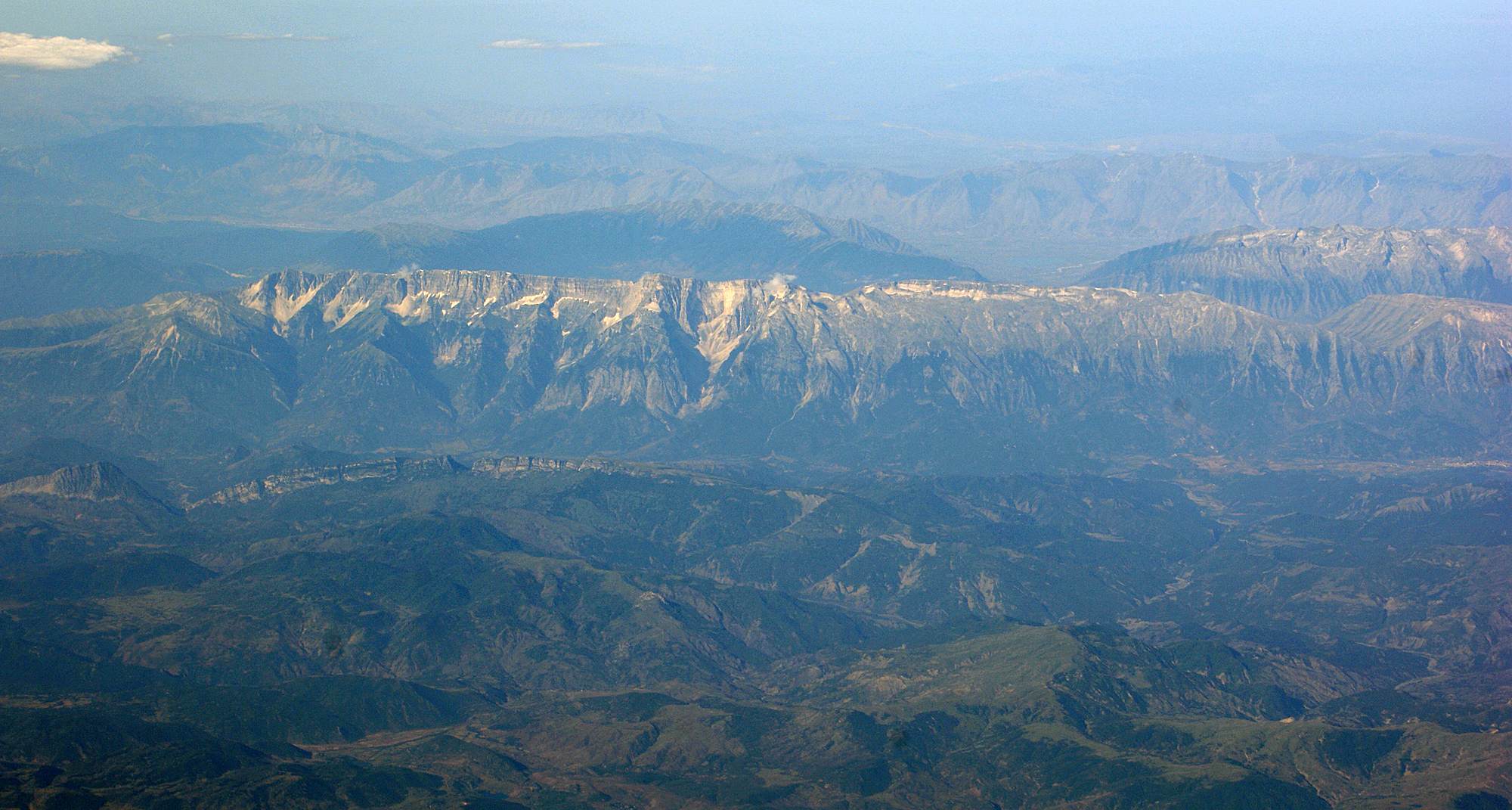
Die markante Ostwand der Nemërçka

In der Gipfelregion und auf der Ostflanke, wo zum Teil bis in den Herbst Schnee liegt, finden sich Spuren von eiszeitlicher Vergletscherung.
Gipfel der Nemërçka
- Maja e Papingut (2482 m)
- Maja e Gatakut (2269 m)
- Maja e Qesarit (2253 m)
- Maja e Poliçanit (2138 m)

Das größte Dorf am Berg ist Poliçan in Albanien, Sitz der ehemaligen Gemeinde Pogon (heute Gemeinde Dropull), die am Südwestfuß des Berges liegt. Das Gelände in der Region Pogon ist eher unwirtlich, wenig besiedelt und recht vegetationsreich mit Resten urtümlicher Eichenwälder. Das Gebirge wird spärlich als Weidefläche genutzt. Auf der steilen Ostseite liegen die wenigen Dörfer am Bergfuß im Vjosatal.